# Псел (Гадяч)
Футбольний клуб «Псел» (Гадяч) — український футбольний клуб з Гадяча Полтавської області, заснований у 1988 році. Виступає в Чемпіонаті та Кубку Полтавської області. Домашні матчі приймає на стадіоні «Колос».
Колишній учасник розіграшу Чемпіонату України серед аматорів.

## Попередні назви
- 1988—2001 — «Псел» (Гадяч);
- 2001—2004 — «Нафтовик-Псел» (Гадяч);
- 2004—2013 — «Псел» (Гадяч);
- 2013—2014 — «Псел-Райз» (Гадяч);
- з 2014 — «Псел» (Гадяч).

## Досягнення
- Чемпіонат Полтавської області
  - Чемпіон: 1991, 1996/97, 1997/98, 1998/99, 1999/00
  - Срібний призер: 1992/93, 2000/01
  - Бронзовий призер: 1992, 2001/02, 2002/03, 2004/05
- Кубок Полтавської області
  - Володар: 1998/99, 1999/00, 2002/03
  - Фіналіст: 1996/97, 2001/02.